# 파리 아다망에서 만난 사람들
"파리 아다망에서 만난 사람들"(프랑스어: Sur l’Adamant)는 2023년 개봉한 프랑스의 다큐멘터리 영화로, 니콜라 필리베르가 감독을 맡았다. 제73회 베를린 국제 영화제(2023년) 황금곰상 수상작이다.